# Nederlands softbalteam (mannen)
Het Nederlands softbalteam (mannen) of, volgens recente benaming, “Team Kingdom of the Netherlands”) genoemd, is het nationale mannensoftbalteam van het Koninkrijk der Nederlanden.
Het team valt onder de verantwoordelijkheid van de Koninklijke Nederlandse Baseball en Softball Bond en doet mee aan de internationale toernooien van de overkoepelende softbalorganisaties ESF en de WBSC, zoals de Europese- (ESF) en Wereldkampioenschappen (WBSC).

## Historie
Het team speelde zijn eerste officiële interland in 1993 in Praag, Tsjechië.

## Europees Kampioenschap
Sinds het eerst gehouden Europees kampioenschap in 1993 (Praag, Tsjechië), heeft Nederland aan alle veertien edities deelgenomen waar zij drie keer op de eerste plek zijn geëindigd.

#### Resultaten
| Jaar       | 1993 | 1995 | 1997 | 1999 | 2001 | 2003 | 2005 | 2007 | 2008 | 2010 | 2012 | 2014 | 2016 | 2018 |
| ---------- | ---- | ---- | ---- | ---- | ---- | ---- | ---- | ---- | ---- | ---- | ---- | ---- | ---- | ---- |
| Klassering | 1e   | 1e   | 3e   | 2e   | 2e   | 1e   | 3e   | 3e   | 4e   | 4e   | 2e   | 3e   | 4e   | 2e   |

## Wereld Kampioenschap
Sinds het eerst gehouden Wereldkampioenschap in 1966 (Mexico City, Mexico), heeft Nederland aan zeven van de zestien edities meegedaan.

#### Resultaten
| Jaar       | 1966 | 1968 | 1972 | 1976 | 1980 | 1984 | 1988 | 1992 | 1996 | 2000 | 2004 | 2009 | 2013 | 2015 | 2017 | 2019 |
| ---------- | ---- | ---- | ---- | ---- | ---- | ---- | ---- | ---- | ---- | ---- | ---- | ---- | ---- | ---- | ---- | ---- |
| Klassering | -    | -    | -    | -    | -    | -    | -    | ?*   | 13e  | 14e  | 14e  | -    | 14e  | 15e  | -    | 13e  |

* Nederland nam deel aan het WK van 1992 maar is door de ISF niet meegenomen in de uiteindelijke resultaten.